# Ziltoid the Omniscient
(Devin Townsend Presents) Ziltoid the Omniscient – album koncepcyjny kanadyjskiego muzyka Devina Townsenda. Wydawnictwo ukazało się 21 maja 2007 roku nakładem wytwórni muzycznej HevyDevy Records. Materiał został zarejestrowany w całości przez samego Townsenda, który był także producentem nagrań. 
Album przedstawia historię Ziltoida, istoty pochodzącej z planety Ziltoidia 9, która przybywa na Ziemię w poszukiwaniu „doskonałego paliwa - kawy”.
W 2014 roku ukazała się druga część „przygód” Ziltoida na albumie Devin Townsend Project - Z². Obydwie części został wykonane na żywo w całości podczas koncertu Townsenda 13 kwietnia 2015 roku w Royal Albert Hall w Londynie. Materiał został następnie wydany w formie audio i wideo na wydawnictwie zatytułowanym Ziltoid. Live at the Royal Albert Hall (2015).

## Lista utworów
Opracowano na podstawie materiału źródłowego.
| Nr  | Tytuł utworu              | Długość |
| --- | ------------------------- | ------- |
| 1.  | „ZTO”                     | 01:17   |
| 2.  | „By Your Command”         | 08:10   |
| 3.  | „Ziltoidia Attaxx!!!”     | 03:43   |
| 4.  | „Solar Winds”             | 09:47   |
| 5.  | „Hyperdrive”              | 03:48   |
| 6.  | „N9”                      | 05:31   |
| 7.  | „Planet Smasher”          | 05:45   |
| 8.  | „Omnidimensional Creator” | 00:48   |
| 9.  | „Color Your World”        | 09:45   |
| 10. | „The Greys”               | 04:15   |
| 11. | „Tall Latte”              | 01:03   |
|     |                           | 53:52   |

| Bonus CD 2 | Bonus CD 2                                                                                    | Bonus CD 2 |
| Nr         | Tytuł utworu                                                                                  | Długość    |
| ---------- | --------------------------------------------------------------------------------------------- | ---------- |
| 1.         | „Don't Know Why”                                                                              | 7:34       |
| 2.         | „Travelling Salesman”                                                                         | 2:14       |
| 3.         | „Another Road”                                                                                | 4:30       |
| 4.         | „Ziltoid Webisode Skit 1” (Multimedia Section: Guitar Instructional & Ziltoid Webisode Skits) | 2:05       |
| 5.         | „Ziltoid Webisode Skit 2” (Multimedia Section: Guitar Instructional & Ziltoid Webisode Skits) | 2:20       |
| 6.         | „Ziltoid Webisode Skit 3” (Multimedia Section: Guitar Instructional & Ziltoid Webisode Skits) | 2:28       |
| 7.         | „Ziltoid Webisode Skit 4” (Multimedia Section: Guitar Instructional & Ziltoid Webisode Skits) | 1:53       |
| 8.         | „Ziltoid Webisode Skit 5” (Multimedia Section: Guitar Instructional & Ziltoid Webisode Skits) | 1:36       |
| 9.         | „Guitar Instructional” (Multimedia Section: Guitar Instructional & Ziltoid Webisode Skits)    | 13:17      |
|            |                                                                                               | 37:57      |

## Twórcy
Opracowano na podstawie materiału źródłowego.

- Devin Townsend - wokal prowadzący, gitara, gitara basowa, instrumenty klawiszowe, programowanie perkusji, produkcja muzyczna, inżynieria dźwięku, miksowanie
- Dave Young - wokal wspierający, inżynieria dźwięku
- Brian Waddell - wokal wspierający
- Fredrik Thordendal - wsparcie w programowaniu perkusji
- U.E. Nastasi - mastering
- Mike Young - inżynieria dźwięku
- Travis Smith - okładka, oprawa graficzna